# Xã Cleveland, Quận Callaway, Missouri
Xã Cleveland (tiếng Anh: Cleveland Township) là một xã thuộc quận Callaway, tiểu bang Missouri, Hoa Kỳ. Năm 2010, dân số của xã này là 742 người.